# Hadar Hatorah
Yeshiva Hadar Hatorah è una yeshiva maschile Chabad a Brooklyn, New York. È la prima yeshiva al mondo per baalei teshuva.

## Storia
La yeshiva è stata fondata nel 1962 da Rabbi Yisroel Jacobson, attivista Chabad, per ospitare baalei teshuva interessati allo studio a tempo pieno in un ambiente tradizionale di yeshiva.  Si trova presso la comunità chassidica Chabad-Lubavitch di Crown Heights, a Brooklyn (New York).
La yeshiva è una filiale del National Committee for the Furtherance of Jewish Education (NCFJE; trad. Comitato Nazionale per lo Sviluppo dell'Istruzione Ebraica). Rabbi Jacob J. Hecht, decano del NCFJE, ha giocato un ruolo essenziale nello sviluppo della yeshiva ed è stato anche il suo rettore. Dopo la sua morte, la yeshiva gli è stata dedicata col nome Yeshivas Kol Yaakov Yehudah - Hadar Hatorah quale riconoscimento del suo operato.
Il programma di studi include: Studio della Torah, Preghiera, Halakhah, Chassidismo, insegnamento dei valori ebraici.  Alcuni dei corsi sono riconosvciuti accademicamente e possono essere trasferiti come crediti presso altre università. La scuola ammette studenti di tutte le estrazioni e aderenti a qualsiasi corrente ebraica.